# Cerus nieuwoudtus
Cerus nieuwoudtus är en insektsart som beskrevs av Pieter D. Theron 1984. Cerus nieuwoudtus ingår i släktet Cerus och familjen dvärgstritar. Inga underarter finns listade i Catalogue of Life.